# Étauliers
Étauliers est une commune du Sud-Ouest de la France, dans le département de la Gironde en région Nouvelle-Aquitaine.

## Géographie

### Localisation et accès
Étauliers est situé dans le Blayais sur l'ancienne route nationale 137 à 60 kilomètres de Bordeaux, à 60 km de Saintes, à 60 km de Royan et à 15 km de Blaye. Par l’autoroute A10, Bordeaux est à 35 minutes. L’embranchement de l’autoroute se trouve à 3 minutes du centre du bourg.

### Communes limitrophes
Les communes limitrophes sont  Anglade, Braud-et-Saint-Louis, Cartelègue, Eyrans, Reignac et Saint-Aubin-de-Blaye.
| Braud-et-Saint-Louis | Saint-Aubin-de-Blaye |         |
| Anglade              | Étauliers            | Reignac |
| Eyrans               | Cartelègue           |         |

### Hydrographie
Étauliers se trouve à quelques kilomètres du plus grand estuaire d’Europe, l’estuaire de la Gironde.
Plusieurs ruisseaux traversent la commune : les Martinettes, le Coindrias, la Livenne).

### Flore et faune
Le village s’ouvre sur le marais à l'ouest. Caractéristique de la Haute Gironde, on y trouve toutes sortes d’oiseaux, des canards, des hérons cendrés, des cigognes, des aigrettes, des faisans, etc.

### Climat
Pour des articles plus généraux, voir Climat de la Nouvelle-Aquitaine et Climat de la Gironde.
Historiquement, la commune est exposée à un climat océanique aquitain.
En 2020, Météo-France publie une typologie des climats de la France métropolitaine dans laquelle la commune est exposée à un climat océanique et est dans la région climatique Aquitaine, Gascogne, caractérisée par une pluviométrie abondante au printemps, modérée en automne, un faible ensoleillement au printemps, un été chaud (19,5 °C), des vents faibles, des brouillards fréquents en automne et en hiver et des orages fréquents en été (15 à 20 jours).
Pour la période 1971-2000, la température annuelle moyenne est de 12,7 °C, avec une amplitude thermique annuelle de 14 °C. Le cumul annuel moyen de précipitations est de 905 mm, avec 12,2 jours de précipitations en janvier et 6,5 jours en juillet. Pour la période 1991-2020, la température moyenne annuelle observée sur la station météorologique la plus proche, située sur la commune de Pauillac à 14 km à vol d'oiseau, est de 14,0 °C et le cumul annuel moyen de précipitations est de 857,0 mm,. Pour l'avenir, les paramètres climatiques de la commune estimés pour 2050 selon différents scénarios d’émission de gaz à effet de serre sont consultables sur un site dédié publié par Météo-France en novembre 2022.

## Urbanisme

### Typologie
Au 1er janvier 2024, Étauliers est catégorisée bourg rural, selon la nouvelle grille communale de densité à sept niveaux définie par l'Insee en 2022.
Elle est située hors unité urbaine et hors attraction des villes,.

### Occupation des sols

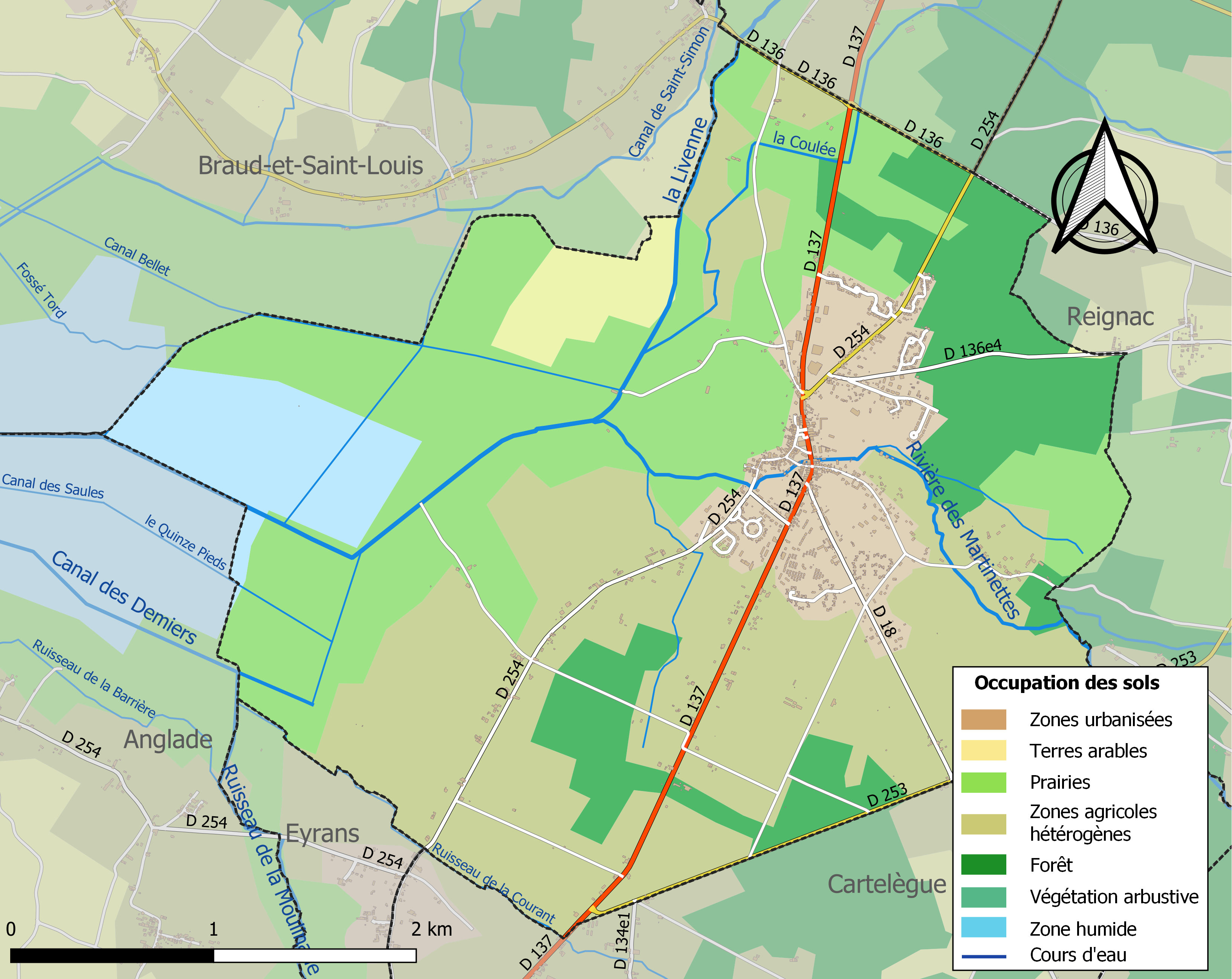
Carte des infrastructures et de l'occupation des sols de la commune en 2018 (CLC).

L'occupation des sols de la commune, telle qu'elle ressort de la base de données européenne d’occupation biophysique des sols Corine Land Cover (CLC), est marquée par l'importance des territoires agricoles (70,2 % en 2018), en diminution par rapport à 1990 (73,8 %). La répartition détaillée en 2018 est la suivante :
zones agricoles hétérogènes (37,1 %), prairies (30,5 %), forêts (13,8 %), zones urbanisées (9,7 %), zones humides intérieures (6,3 %), terres arables (2,6 %). L'évolution de l’occupation des sols de la commune et de ses infrastructures peut être observée sur les différentes représentations cartographiques du territoire : la carte de Cassini (XVIIIe siècle), la carte d'état-major (1820-1866) et les cartes ou photos aériennes de l'IGN pour la période actuelle (1950 à aujourd'hui).

### Risques majeurs
Le territoire de la commune d'Étauliers est vulnérable à différents aléas naturels : météorologiques (tempête, orage, neige, grand froid, canicule ou sécheresse), inondations, feux de forêts et séisme (sismicité faible). Il est également exposé à un risque technologique, le risque nucléaire. Un site publié par le BRGM permet d'évaluer simplement et rapidement les risques d'un bien localisé soit par son adresse soit par le numéro de sa parcelle.

#### Risques naturels
Certaines parties du territoire communal sont susceptibles d’être affectées par le risque d’inondation par débordement de cours d'eau, notamment la Livenne, la rivière des Martinettes et le canal des Demiers. La commune a été reconnue en état de catastrophe naturelle au titre des dommages causés par les inondations et coulées de boue survenues en 1982, 1986, 1988, 1993, 1999 et 2009,.
Étauliers est exposée au risque de feu de forêt. Depuis le 20 avril 2016, les départements de la Gironde, des Landes et de Lot-et-Garonne disposent d’un règlement interdépartemental de protection de la forêt contre les incendies. Ce règlement vise à mieux prévenir les incendies de forêt, à faciliter les interventions des services et à limiter les conséquences, que ce soit par le débroussaillement, la limitation de l’apport du feu ou la réglementation des activités en forêt. Il définit en particulier cinq niveaux de vigilance croissants auxquels sont associés différentes mesures,.

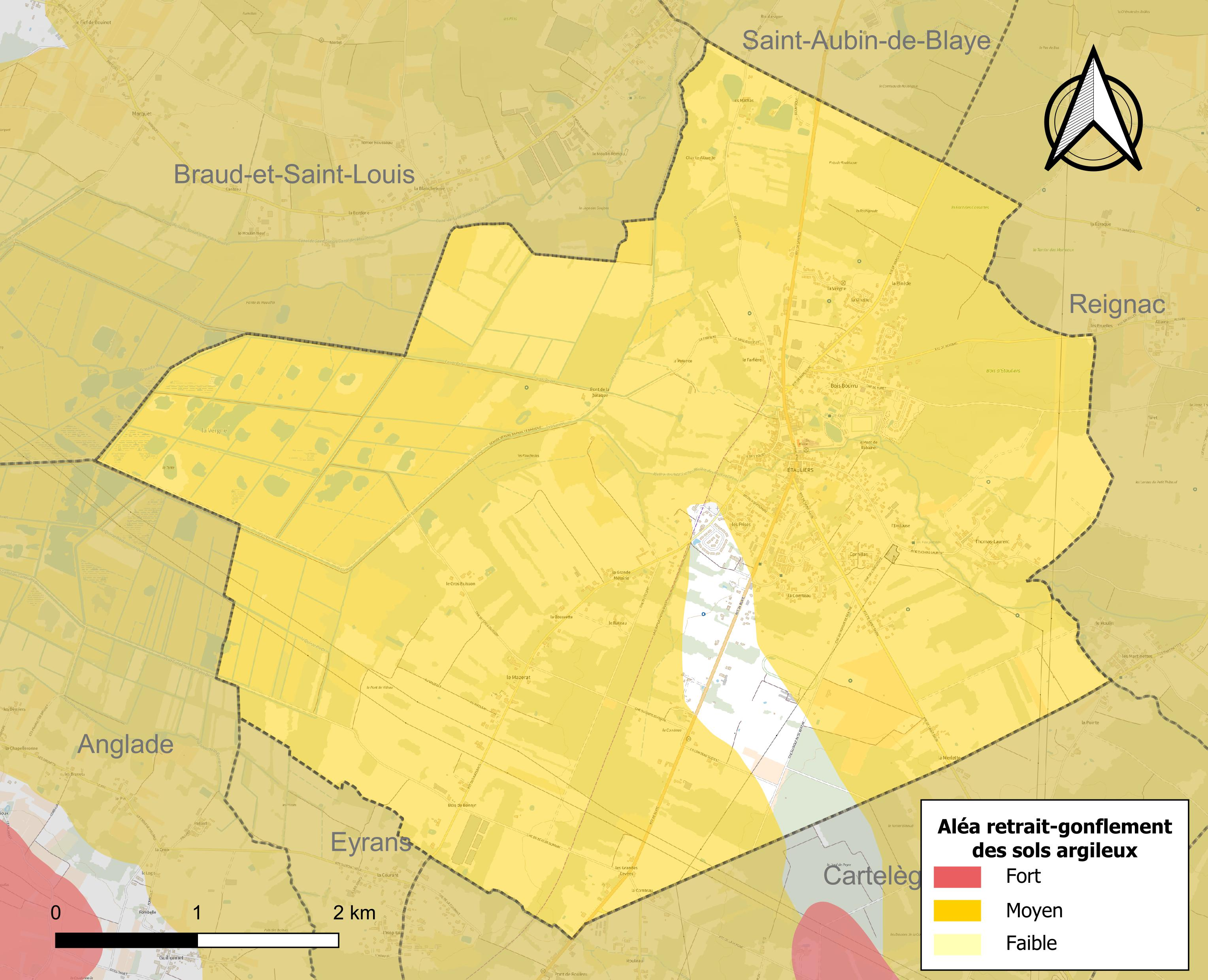
Carte des zones d'aléa retrait-gonflement des sols argileux d'Étauliers.

Le retrait-gonflement des sols argileux est susceptible d'engendrer des dommages importants aux bâtiments en cas d’alternance de périodes de sécheresse et de pluie. 95,3 % de la superficie communale est en aléa moyen ou fort (67,4 % au niveau départemental et 48,5 % au niveau national). Sur les 842 bâtiments dénombrés sur la commune en 2019, 778 sont en aléa moyen ou fort, soit 92 %, à comparer aux 84 % au niveau départemental et 54 % au niveau national. Une cartographie de l'exposition du territoire national au retrait gonflement des sols argileux est disponible sur le site du BRGM,.
Par ailleurs, afin de mieux appréhender le risque d’affaissement de terrain, l'inventaire national des cavités souterraines permet de localiser celles situées sur la commune.
Concernant les mouvements de terrains, la commune a été reconnue en état de catastrophe naturelle au titre des dommages causés par la sécheresse en 2003, 2005, 2010, 2012 et 2017 et par des mouvements de terrain en 1999.

#### Risques technologiques
La commune étant située totalement dans le périmètre du plan particulier d'intervention (PPI) de 20 km autour de la centrale nucléaire du Blayais, elle est exposée au risque nucléaire. En cas d'accident nucléaire, une alerte est donnée par différents médias (sirène, sms, radio, véhicules). Dès l'alerte, les personnes habitant dans le périmètre de 2 km se mettent à l'abri. Les personnes habitant dans le périmètre de 20 km peuvent être amenées, sur ordre du préfet, à évacuer et ingérer des comprimés d’iode stable,,.

## Toponymie
Comme les trois communes françaises qui portent le nom d'Etaule(s) (Charente-Maritime, Côte-d'Or, Yonne), ce nom doit venir du latin "stabulum" qui désigne un gîte, un lieu où l'on s'arrête pour dormir et particulièrement pour les animaux : écurie, étable, bergerie. Cette étymologie est d'autant plus vraisemblable que la localité jalonne le parcours d'une grande route ancienne (voir Histoire) et y a rempli le rôle de gîte d'étape, de relais de poste.
Au XVIe siècle, elle est connue sous le nom de Sainte Marie Magdeleine d'Estaules.

## Histoire

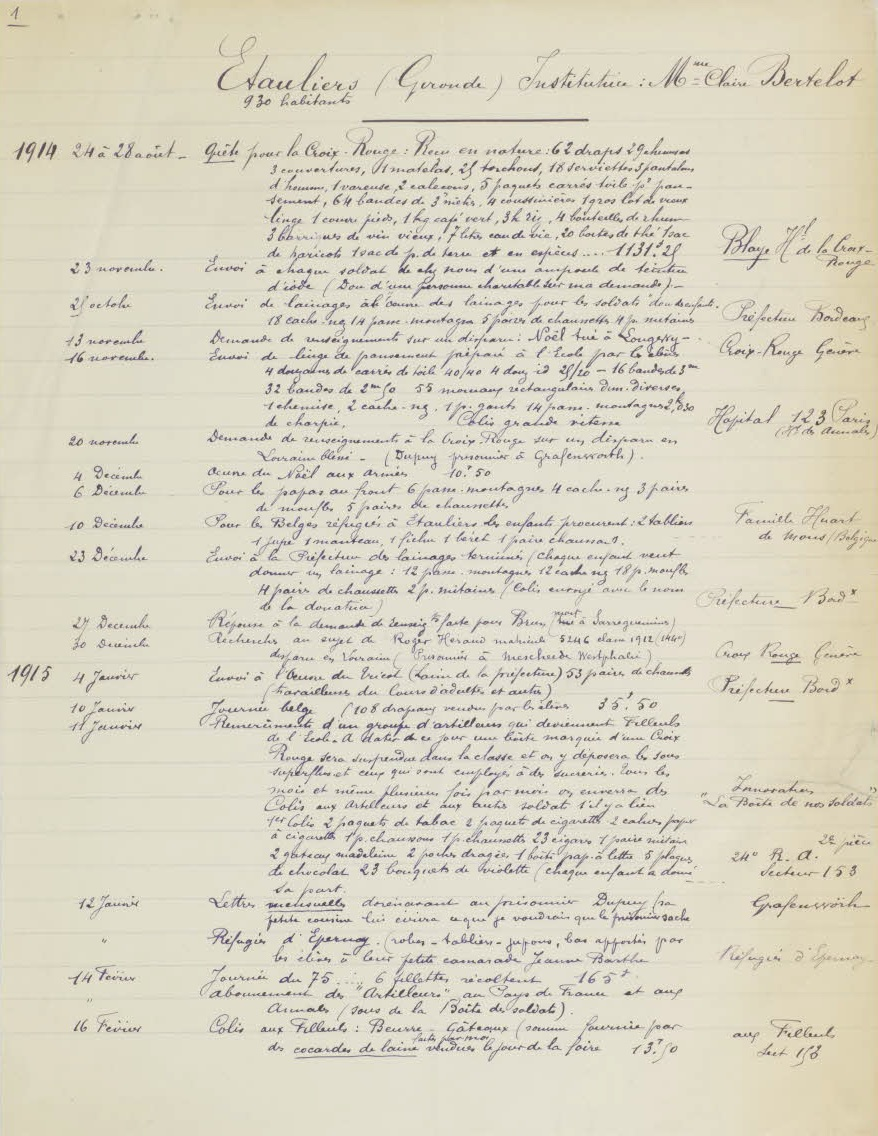
Rapport de Claire Bertelot, institutrice de l’école d’Étauliers, à Ferdinand Buisson, inspecteur général de l’Instruction publique, sur ses activités en 1914-1918. 25 juin 1918. Archives nationales de France.

Station située sur la route du pèlerinage de Saint-Jacques-de-Compostelle, ville d’histoire, elle doit sa prospérité à sa situation géographique.
L'antique voie romaine, qui relie Saintes à Blaye, est utilisée durant quatorze siècles. Au XIIe et XIIIe siècle, elle est empruntée par les pèlerins de Saint-Jacques-de-Compostelle. Un hôpital, situé près de la route, tenu par des religieux, est destiné au repos des voyageurs.
La route nationale 137 était connue sous le nom de "route royale" (route impériale sous l'Empire) et date du règne de Charles VIII (1483-1498). Sa création entraîne la mise en place d'hôtels, d'auberges et de services de diligences qui s'établissent au bord de la route. Le nom Étauliers est cité en 1730. La voie ferrée, à présent supprimée, date de 1888.
En 1814, lors de l'invasion du sud-ouest de la France par les troupes coalisées détachées de l'armée du duc de Wellington (lequel opère en direction de Toulouse) les abords de la commune sont le théâtre d'un bref accrochage. Le 6 avril, la division de Lord Dalhousie qui a franchi la Dordogne afin d'assiéger Blaye toujours tenue par une garnison fidèle au régimé impérial, se heurte devant Etauliers à la petite armée des généraux L'Huillier de Hoff et Desbureaux. Après un affrontement qualifié de sérieux et auquel participe le marquis de La Rochejaquelein comme aide de camp du général anglais, 2500 coalisés mettent en déroute les Français au nombre d'environ 2000, pour l'essentiel des conscrits inexpérimentés de la classe 1815 assemblés à la hâte. Ces derniers laissent 300 prisonniers et deux canons sur le terrain. Les pertes coalisées sont évaluées à une vingtaine d'hommes,,,.

## Politique et administration
| Période                                  | Période  | Identité             | Étiquette | Qualité                              |
| ---------------------------------------- | -------- | -------------------- | --------- | ------------------------------------ |
| 1971                                     | 1983     | Yves Poissant        |           |                                      |
| 1983                                     | 1985     | Charles Duplaa       | PS        |                                      |
| 1985                                     | 1989     | Guillaume Victor     |           |                                      |
| 1989                                     | 1999     | Jeanine Duplaa       | PS        |                                      |
| 1999                                     | 2020     | Bernard Lavie-Cambot | PS        | Retraité                             |
| 2020                                     | En cours | Louis Cavaleiro      | PP        | Conseiller départemental depuis 2021 |
| Les données manquantes sont à compléter. |          |                      |           |                                      |

## Démographie
L'évolution du nombre d'habitants est connue à travers les recensements de la population effectués dans la commune depuis 1793. Pour les communes de moins de 10 000 habitants, une enquête de recensement portant sur toute la population est réalisée tous les cinq ans, les populations de référence des années intermédiaires étant quant à elles estimées par interpolation ou extrapolation. Pour la commune, le premier recensement exhaustif entrant dans le cadre du nouveau dispositif a été réalisé en 2007.

En 2022, la commune comptait 1 598 habitants, en évolution de +7,97 % par rapport à 2016 (Gironde : +6,91 %, France hors Mayotte : +2,11 %).
| 1793 | 1800 | 1806 | 1821 | 1831 | 1836 | 1841 | 1846 | 1851 |
| ---- | ---- | ---- | ---- | ---- | ---- | ---- | ---- | ---- |
| 434  | 337  | 430  | 570  | 644  | 696  | 687  | 731  | 766  |

| 1856 | 1861 | 1866 | 1872 | 1876 | 1881 | 1886 | 1891 | 1896 |
| ---- | ---- | ---- | ---- | ---- | ---- | ---- | ---- | ---- |
| 828  | 822  | 840  | 817  | 794  | 905  | 925  | 956  | 923  |

| 1901 | 1906 | 1911 | 1921 | 1926 | 1931 | 1936 | 1946 | 1954 |
| ---- | ---- | ---- | ---- | ---- | ---- | ---- | ---- | ---- |
| 973  | 974  | 923  | 870  | 911  | 933  | 871  | 775  | 837  |

| 1962 | 1968 | 1975 | 1982  | 1990  | 1999  | 2006  | 2007  | 2012  |
| ---- | ---- | ---- | ----- | ----- | ----- | ----- | ----- | ----- |
| 853  | 816  | 760  | 1 513 | 1 294 | 1 394 | 1 432 | 1 437 | 1 499 |

| 2017  | 2022  | - | - | - | - | - | - | - |
| ----- | ----- | - | - | - | - | - | - | - |
| 1 493 | 1 598 | - | - | - | - | - | - | - |

## Lieux et monuments
- L'église paroissiale Sainte-Marie-Madeleine reconstruite en 1853, de style néo-gothique, d'une grande pureté. Elle est consacrée le 22 juillet 1857 et est dédiée à sainte Marie-Madeleine. Le tympan de la façade, richement orné, abrite Dieu le père entouré des symboles des quatre évangélistes : un lion, un aigle, un taureau et un jeune homme. Des draperies en pierre masquent de fausses portes. De nombreux vitraux, signés Dagrand, éclairent l'intérieur de l'édifice. Parmi les saints représentés sur ces vitraux, figure saint Romain, prêtre et apôtre du Blayais.

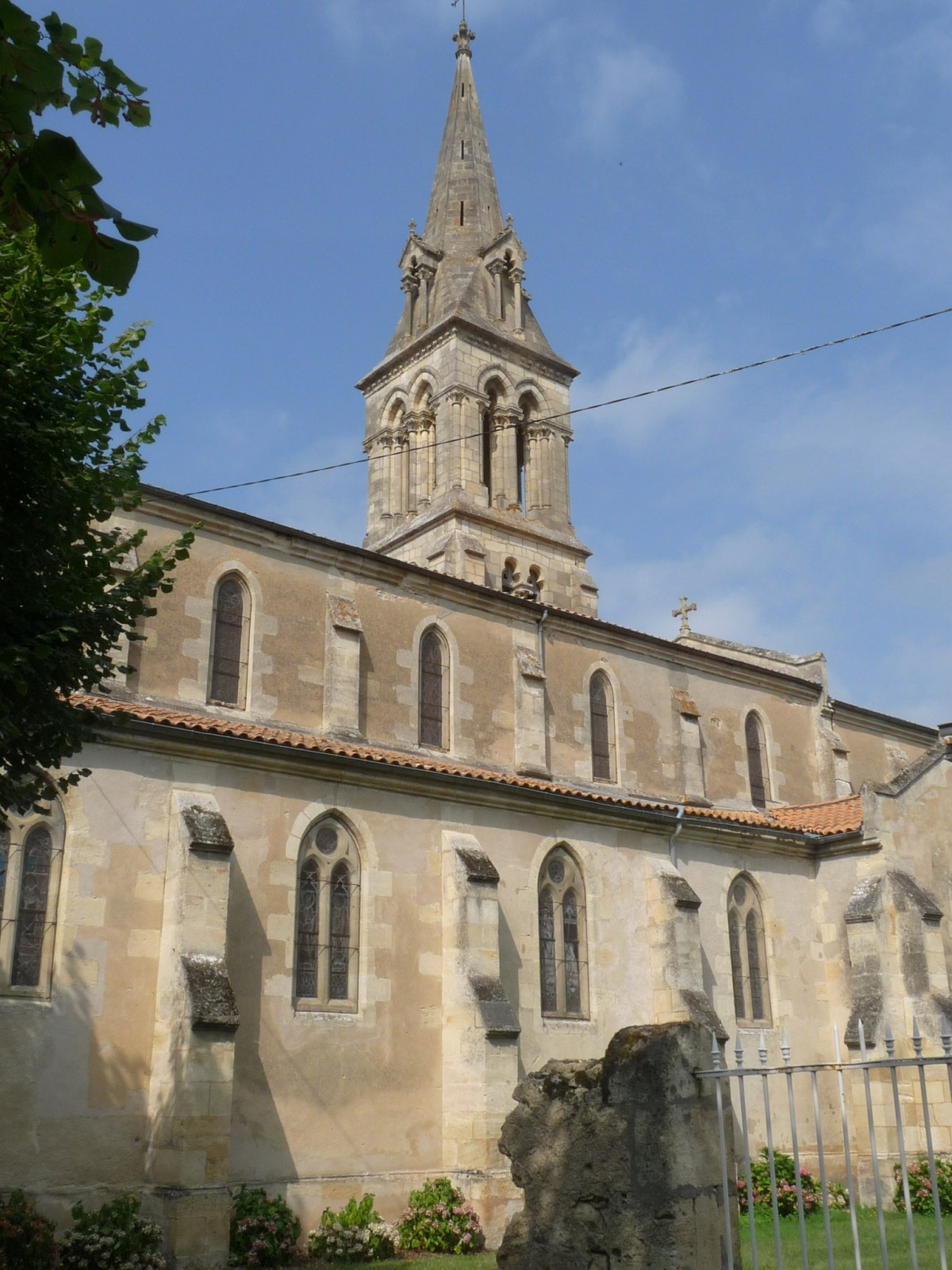
L'église Sainte-Marie-Madeleine.
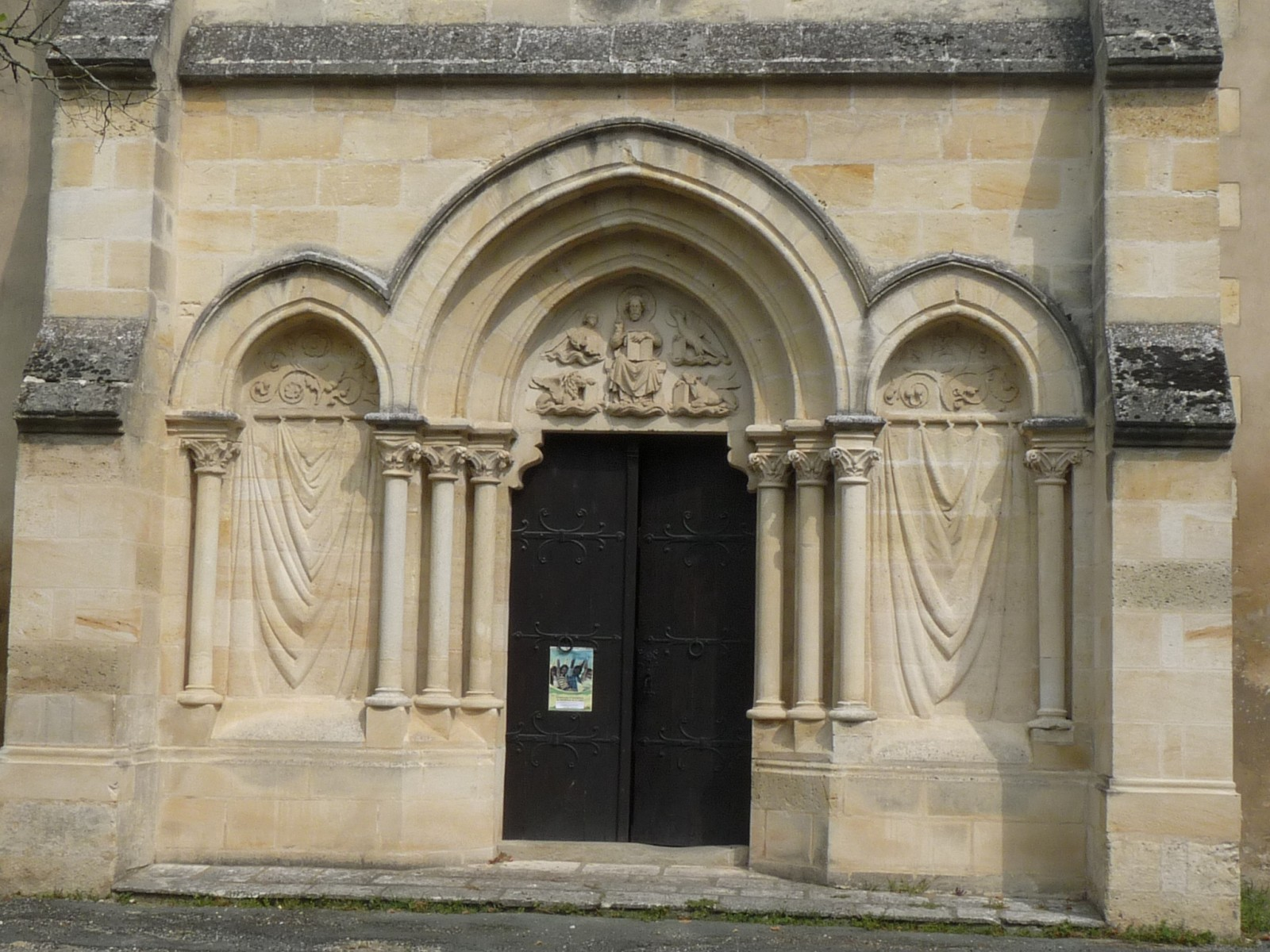
Tympan de l'église.
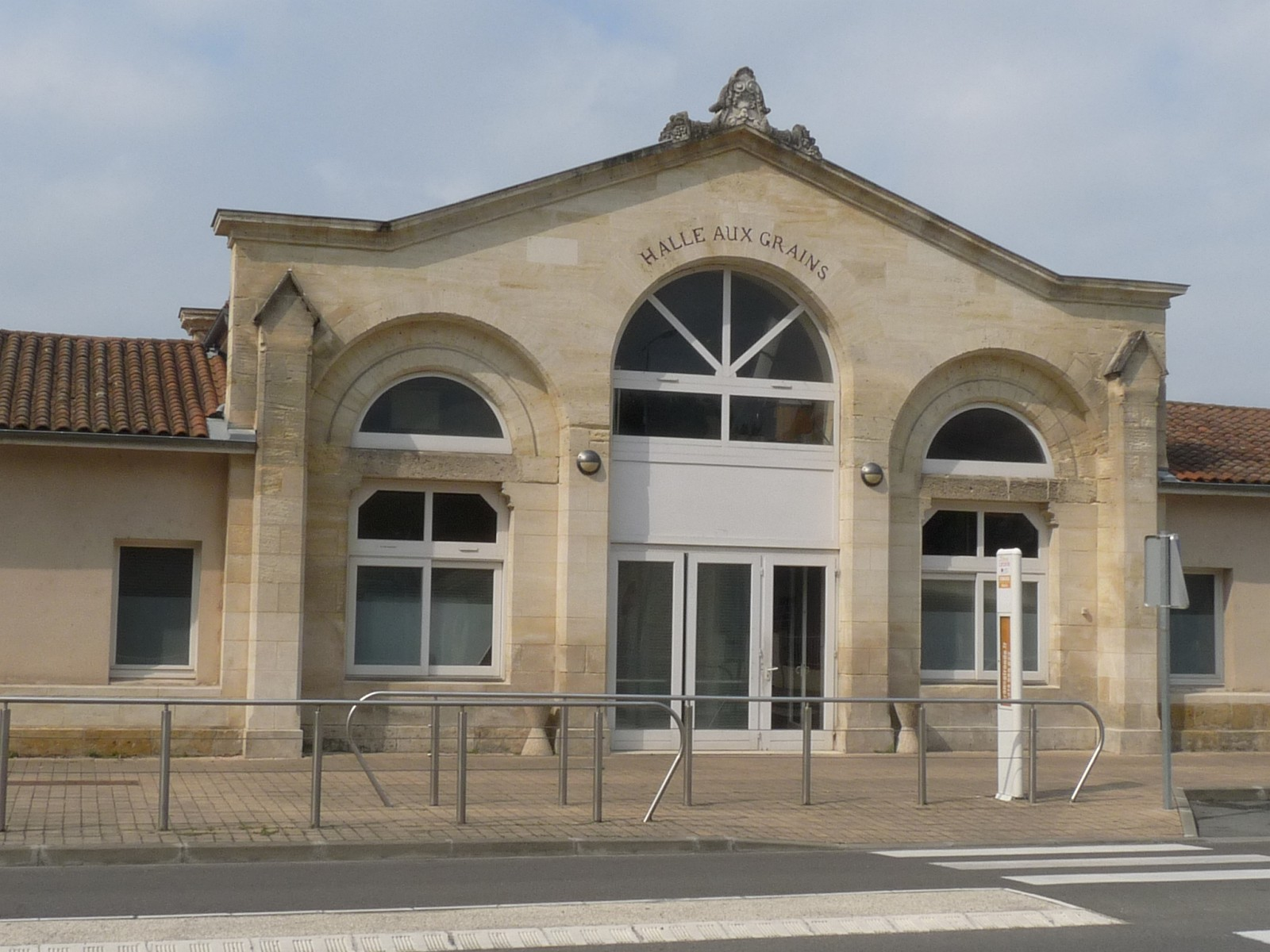
La halle aux grains.
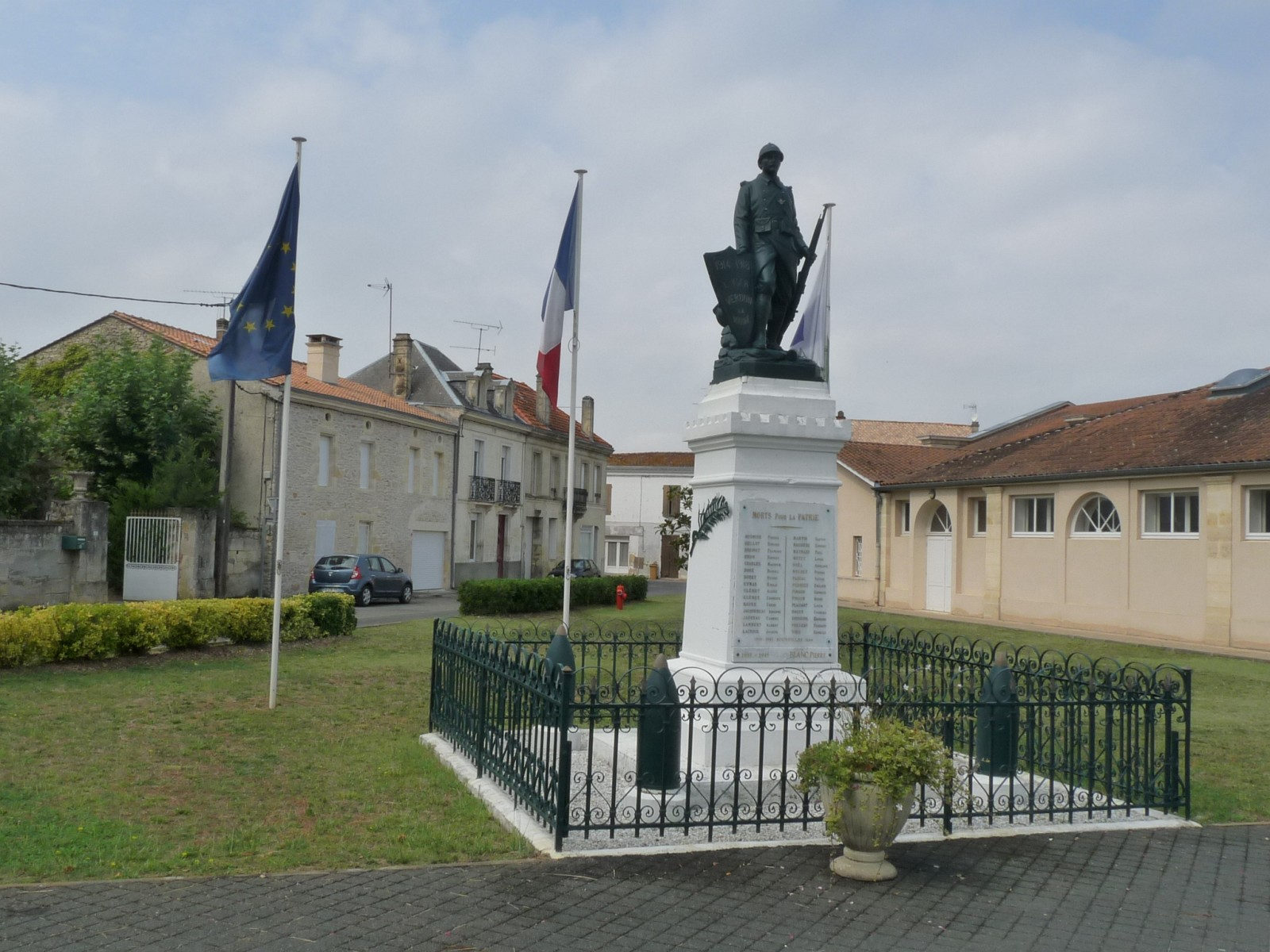
Le monument aux morts.

## Personnalités liées à la commune
- François Ier, Richelieu, ducs, comtes, passèrent et s’arrêtèrent à Étauliers dans de nombreuses auberges et l’on s’y arrêtait d’autant plus volontiers que les pâtés y étaient renommés et figurent en bonne place au XVIIe siècle sur les fiches du voyageur, ancêtre du guide Michelin.
- Le 3 août 1808, Napoléon, l'impératrice Joséphine et leur suite font un court arrêt à Étauliers à leur retour de Bayonne. Une autre halte de l'empereur a lieu le 29 octobre 1808 alors qu'il se rend en Espagne. Ils sont hébergés à l'hôtel Dezage. Lors de sa transformation en mairie, on laisse subsister en 1903-1904 une cheminée de style Renaissance qui se trouve encore dans la salle du conseil municipal. On la montre aux visiteurs comme ayant fait partie de la chambre de Napoléon 1er.

## Jumelages
Depuis janvier 2012, la commune d'Étauliers est jumelée avec Plougrescant, localité bretonne des Côtes-d'Armor.

## Manifestations

### Fête de l'asperge
L'asperge étauloise est connue par les gastronomes. Fraîchement cueillie, elle dispense ses bienfaits sans compter. Très riche en vitamines et très peu calorique, elle réconcilie gourmandise et bien-être. L’asperge est encore un des rares légumes qui se cueille à la main et une à une, et nécessite à la fois soleil et humidité pour arriver sur la table, fraîche et délicieuse.
Celle du Blayais est blanche et elle ravit les amateurs en entrée ou en accompagnement d’une viande ou d’un poisson. Comme les produits du terroir dignes de ce nom, elle est synonyme de fraîcheur, de qualité, de goût et de tendreté. La Communauté des communes de Saint-Ciers-sur-Gironde, en collaboration avec la commune d’Étauliers et le comité de jumelage, organise depuis 2000 la fête de l’asperge du Blayais le dernier week-end d'avril. De nombreux stands exposent les asperges du Blayais et les produits du terroir. La coopérative d’Étauliers et les producteurs vendent leur récolte cueillie le matin même.
Cette fête attire jusqu'à 10 000 à 12 000 visiteurs chaque année.